# زبان ساوی
ساوی زبانی هندوآریایی است که در شمال شرقی افغانستان و شمال غربی پاکستان بدان تکلم می‌شود. ساوی در شاخهٔ زبان شینا و زیرگروه زبان‌های داردی طبقه‌بندی می‌شود. نزدیکترین زبان به ساوی، زبان پالوله می‌باشد که در آشریت گویشورانی دارد. 